# 선돌

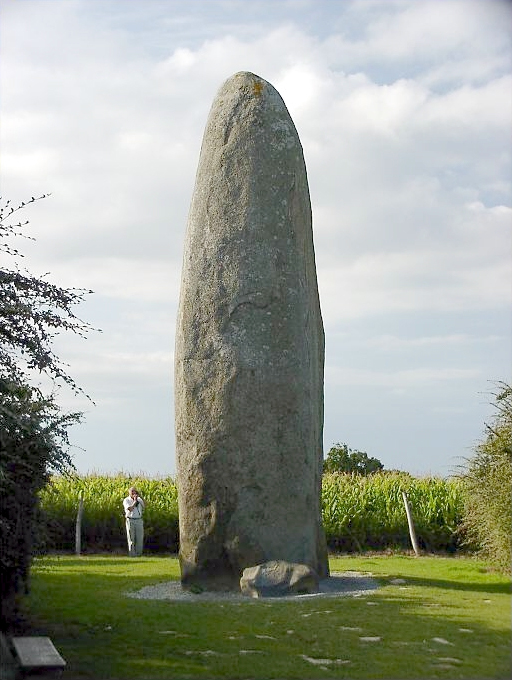
브르타뉴에 있는 높이 9m가 넘는 이 선돌은 거대한 남근을 표현하고 있다. 이 화강암은 4,000년 전 거석문화를 건설한 사람이 세웠다.

선돌 또는 멘히르(menhir)는 자연석이나 다소 가공한 입석으로 단독으로 만들어진 것과 몇 개가 떨어져 하나의 형태를 이룬 것도 있다. 선돌이 여러 개 직렬로 세워지면 열석이 된다.
만화 아스테릭스의 등장인물 오벨릭스는 선돌 배달부로, 로마군과 싸울 때 이 선돌을 던진다.

## 선돌의 예
- 영월 선돌: 강원특별자치도 영월군 영월읍 방절리에 있는 선돌
- 옥천 석탄리 선돌: 충청북도 옥천군 동이면 석탄리에 있는 선돌
- 용인 사암리 선돌
- 여주 석우리 선돌: 경기도 여주시 북내면 석우리에 있는 선돌
- 여주 처리 선돌: 경기도 여주시 점동면 처리에 있는 선돌
- 용인 창리 선돌: 경기도 용인시 처인구 남사면 창리에 있는 청동기시대의 선돌
- 천안 신사리 선돌
- 청주 쌍청리 선돌
- 음성 오향리 선돌
- 용인 두창리 선돌
- 제천 입석리 선돌: 충청북도 제천시 송학면 입석리에 있는 선사시대의 선돌
- 압해 동서리 선돌
- 양주 옥정리 선돌: 경기도 양주시 옥정동에 있는 선돌

## 같이 보기
- 고인돌
- 오벨리스크
- 솟대